# ミケネコガールズ
ミケネコガールズは、関西を拠点に活動する4人組の女性アイドルグループ。ミケネコカンパニー所属。Yes Happy!とは姉妹グループ。

## 概要
グループカラーはオレンジ。
あやか(初期メンバー)は「愛弥加」としてミケネコガールズの一部楽曲の作詞を担当していた。また作曲することにも長けており、自身で作詞・作曲した「夏が来るから」「ミケネコにゃんこ」は、2020年12月30日に開催された自身初の生誕祭「ハッピーちゃんいらっしゃい！〜ミケネコガールズあやか生誕SP!〜」にて生演奏された。またライブ終了後には「ミケネコにゃんこ」について、以後ミケネコガールズメンバーの生誕祭が開催された際には、該当メンバーが歌うことを宣言し、2021年の生誕ライブでは全メンバーが披露した。
ミケネコガールズファンの愛称は「ミケラー」。

## 略歴

### 2019年
- 10月8日 南堀江knaveにて行われた「ハッピーちゃんいらっしゃい!番外編」において、ミケネコカンパニー研修生としてライブデビュー。メンバーはあやか、みき、もえ、くう。

### 2020年
- 2月18日 新メンバーあゆがライブデビュー。
- 5月18日 ミケネコガールズとして活動を開始。新メンバーれみなが加入。あゆは家庭の事情の為、引き続きミケネコカンパニー研修生として所属[1]。
- 6月7日 「ミュージックパーク in OSAKA 無観客配信」にて、ミケネコガールズとしての初ステージに立つ。「New my stage」を初披露。
- 6月27日 ATCポップカルチャーアワーに初出演。「貴方のプリンセス」を初披露。
- 8月2日 KTOTO MUSEにて行われた「KYOTO 3MAN SHOW」にて「雨のち晴れるかも」を初披露。
- 9月2日 初の単独公演「ミケネコガールズ初単独！」を堀江Goldeeにて開催。「Cat Walk!」を初披露。
- 10月8日 デビュー1周年ワンマンライブ「ミケネコガールズ 1st Anniversary LIVE ~ミケネコカンパニー研修生→ミケネコガールズ～」をOSAKA MUSEにて開催。オープニングアクトには所属事務所ミケネコカンパニーの先輩であるYes Happy!が登場した。「永遠に…」を初披露。
- 10月11日 定期公演「ミケネコうぉーく」開始。
- 11月29日 大阪ルイードにて行われた「すーぱーハッピーカラフルガールズちゃんいらっしゃい！」にて、「ハングリー」を初披露。
- 12月15日 1stアルバム「れっつらにゃー!」をリリース。大阪ルイードにて行われた「ミケネコガールズ1stアルバムリリースお祝いライブ！ 〜終演後に最速購入できるんだって！れっつらにゃー！〜〜」にて「Smile Go」を初披露。

### 2021年
- 1月18日 堀江Goldeeにて行われた「ミケネコうぉ〜く!!vol.6」にて、「揺れる花」を初披露。
- 2月11日 大阪ルイード店長小澤宏一氏の誕生日に際して毎年開催され、小澤氏の独断で出演者が決定される「OZAWA JAPAN ♯48 -なんてったってアイドル編2021」の出場メンバーに初選出される[2]。(出演は後編のハイブリッド編のみ)
- 3月8日 南堀江knaveにて行われた「ハッピーちゃんいらっしゃい!〜ミケコジ春のファンまつり〜」にて、「パタバタピンポン」を初披露。
- 4月3日 タワーレコード難波店にて初のリリースイベント開催[3]。1stアルバム「れっつらにゃー!」のタワーレコード限定購入特典として、ミケネコカンパニー研修生の楽曲CD-Rが配布された。「泣きたい、泣かない」「発掘クツガエス」「給湯室のバレリーナ」の３曲が待望の音源化。
- 5月18日 結成1周年のワンマンライブ「START DASH!!!!!」をOSAKAMUSEにて開催。新衣装と新曲「START DASH」、「あっと言う間」を初披露。
- 6月1日 リーダーのあやかが、競走馬の話題を取り上げるあやうまチャンネルを開設[4]。
- 7月11日 昨年より出演している「ATCポップカルチャーアワー」がTV番組化。「ATCポップカルチャーアワーTV」の第1回がJ:COMチャンネル（大阪市内エリア）にて放送された[5]。また、同番組はYoutubeのATCポップカルチャーアワーチャンネルでも視聴可能である[6]。
- 7月19日 南堀江knaveにて行われた「ミケネコライブ」にて新曲「Purely」を初披露。
- 8月27日 発売の「IDOL FILE Vol.23 1st BIKINI」にて、メンバーのくうが掲載された。[7]
- 9月2日 フォロワー100人チャレンジ発表。10月2日に開催されるワンマンライブまでに、全員Twitterのフォロワーを100人増やすと、START DASH, Purely, Magical Fantasyの3曲をMカードにて発売。最初に完売した楽曲のMVを作成することを発表[8]。
- 9月12日 大阪ルイードにて行われた「ハッピーちゃんいらっしゃい!~さやかバースデースペシャル!~」にて新曲「Magical Fantasy」を初披露。
- 10月2日 大阪ルイードにて「ミケネコガールズワンマンライブ~みけねこ学園祭~」を開催。脚本と演出はれみなが担当。全曲を披露した。
- 11月5日 START DASH,Purely,Magical Fantasyの3曲をMカードにて発売。タワーレコード難波店にてリリースイベント開催。

### 2022年
- 2月2日 START DASHのMカードが完売。MV制作決定。
- 2月20日 「ミケネコライブ!~くうLAST LIVE~」をもって、メンバーのくうが卒業。
- 2月21日 5人では最後となる「START DASH」のMVが、youtubeのミケネコガールズチャンネルにて公開。
- 3月21日 ミスiD2022にて、リーダーのあやかが「チェンジ・ザ・ワールド賞」を受賞。
- 3月31日 「ミケネコガールズみき卒業ライブ~また会える日までさよなら癒しのレッド~」をもって、メンバーのみきが卒業。今後は、ミケネコカンパニーに所属しYoutuberとして活動。Youtubeチャンネル「ぴぐてぃたいむ」。
- 4月2日 ATCポップカルチャーアワー!にて新曲「宜しくファンキー」を初披露。
- 5月15日 大阪ルイードにて開催された「ミケネコガールズ2周年ワンマンライブ!」にて、れみなのイエローへのカラー変更を発表。新曲「大丈夫」を初披露。
- 7月6日 『矢口真里の火曜The NIGHT』（ABEMA）関西アイドル回にリモート出演。

### 2023年
- 3月5日 新メンバーとして、まうが加入[9]。
- 5月3日 TIF2023全国選抜LIVE 西日本Aブロック 決勝ライブに出演[10]。優勝は逃すも、審査員票で1位を獲得する。
- 5月17日 定期公演「ミケネコにゃんだーらんど」を6月から毎月1回大阪ルイードで開催することを発表[11]。
- 10月25日 11月20日の定期公演をもって、あやかのグループ卒業と事務所退所を発表[12]。
- 11月20日 定期公演「ミケネコにゃんだーらんど vol.6 -あやか卒業公演-」をもって、あやかがグループを卒業[13]。

### 2024年
- 3月7日 「ミケネコライブ！ 〜ミケネコガールズ新メンバー&新衣装お披露目公演〜」より、新メンバーとしてにいながデビュー[14]。
- 7月1日 2024年12月をもって、もえのグループ卒業と事務所退所することを発表[15]。
- 10月3日 ミケネコガールズ東名阪ツアー FINAL BIGCAT公演開催[16]。
- 12月29日 「ミケネコガールズもえ LAST対バン」「ミケネコガールズもえ 卒業公演」をもって、もえがグループ卒業[17]。

### 2025年
- 1月1日 新メンバー・るなの加入を発表[18]。
- 2月4日 2025年4月12日をもって、れみなのグループ卒業と事務所退所することを発表[19]。
- 3月29日 新メンバー・あやかの加入を発表[20]。初期メンバーのあやかとは別人。
- 4月12日 「ミケネコライブ  -れみなLAST対バン-」「ミケネコガールズ れみな卒業公演」をもって、れみながグループ卒業[21]。これにより、ミケネコガールズ創設時の初期メンバーの全員が卒業。卒業公演では、ミケネコガールズOGがスペシャルゲストとして参加し、これまでのミケネコガールズの全メンバーがステージ上に揃う。
- 4月13日 「ミケネコガールズ新体制お披露目無料ワンマンライブ」より、新メンバーとしてあやかがデビュー[22]。
- 4月30日 2025年6月5日のミケネコガールズ定期公演 みけねこうぉーく vol.49 をもって、るなのグループ卒業と事務所退所することを発表[23]。
- 6月5日 「みけねこうぉーく vol.49 -るな卒業ライブ編-」をもって、るながグループ卒業[24]。

## メンバー

### 現メンバー
| 名前   | カラー               | 生年月日              | 血液型 | 愛称                  | 備考                                     |
| ------ | -------------------- | --------------------- | ------ | --------------------- | ---------------------------------------- |
| まう   | 茶葉グリーン         | 2002年2月15日（23歳） | B型    | まうちゃん まーう     | 2023年3月5日新加入                       |
| にいな | ふわふわベビーブルー | 2006年6月22日（18歳） | B型    | にいにゃん になにゃん | 2024年3月7日新加入 SO.ON project 14期生  |
| あやか | Passionレッド        | 2006年5月14日（19歳） |        | あやかちゃん          | 2024年4月14日新加入 SO.ON project 14期生 |

### 卒業メンバー
| 名前   | カラー               | 生年月日               | 血液型 | 愛称                  | 卒業年月日     | 備考                                                                                          |
| ------ | -------------------- | ---------------------- | ------ | --------------------- | -------------- | --------------------------------------------------------------------------------------------- |
| くう   | ひまわりイエロー     | 2003年6月2日（22歳）   | O型    | くうちゃん            | 2022年2月20日  |                                                                                               |
| みき   | 癒しのレッド         | 1999年1月7日（26歳）   | A型    | みきてぃ              | 2022年3月31日  | youtuberとして活動                                                                            |
| あやか | コメットブルー       | ????年12月29日         | A型    | あやぴー あーぴー     | 2023年11月20日 | 初代リーダー 年齢非公開 現在はくぴぽに所属                                                    |
| もえ   | プリンセスピンク     | 2000年10月20日（24歳） | AB型   | もえぴー もーぴー     | 2024年12月29日 | SO.ON project 8期生                                                                           |
| れみな | とぅいんくるイエロー | 2002年3月14日（23歳）  | B型    | れみなちゃん れみたん | 2025年4月12日  | 2020年5月18日新加入 SO.ON project 9期生 2022年5月15日からカラー変更。パープルからイエローへ。 |
| るな   | まじかるぱーぷる     | ????年5月13日          | A型    | るなちゃん            | 2025年6月5日   | 2025年1月1日新加入 2025年1月5日お披露目                                                       |

## ディスコグラフィー

### アルバム
| ♯ | リリース       | タイトル        | 収録曲 | 品番     | 備考     |
| - | -------------- | --------------- | --- | -------- | -------- |
| 1 | 2020年12月15日 | れっつらにゃー! | 1. New my stage 2. Cat Walk! 3. Smile Go 4. 雨のち晴れるかも 5. あっという間 6. ハングリー 7. パタバタピンポン 8. 貴方のプリンセス 9. 揺れる花 10. 永遠に...                           | MRMG-001 |          |
| 2 | 2024年12月15日 | MikenekoGirls   | 1. Make it 最高!! 2. ENJOY PARTY 3. グッデイホリデー 4. 完全無欠のINNOCENCE 5. No one can stop me 6. FEEL MY PAINS 7. ドリームフューチャー 8. Magical Fantasy 9. Purely 10. START DASH |          | 配信限定 |

### シングル
| ♯ | リリース       | タイトル                               | 収録曲                                      | 品番 | 備考     |
| - | -------------- | -------------------------------------- | ------------------------------------------- | ---- | -------- |
| 1 | 2023年2月2日   | 宜しくファンキー / 幸なば諸共 / 大丈夫 | 1. 宜しくファンキー 2. 幸なば諸共 3. 大丈夫 |      |          |
| 2 | 2024年10月18日 | 君と僕らの約束                         | 1. 君と僕らの約束                           |      | 配信限定 |

### Mカード
| ♯ | リリース      | タイトル        | 備考 |
| - | ------------- | --------------- | ---- |
| 1 | 2021年10月2日 | START DUSH      |      |
| 2 | 2021年10月2日 | Purely          |      |
| 3 | 2021年10月2日 | Magical Fantasy |      |

### 楽曲一覧
| 楽曲名               | 作詞             | 作曲       | 編曲                          |
| -------------------- | ---------------- | ---------- | ----------------------------- |
| New my stage         | ミケネコガールズ | MR&TB      |                               |
| Cat Walk!            | 杉本佳寿麿       | 杉本佳寿麿 | メランコリーメランコリー/原田 |
| Smile Go             | 愛弥加           | MR&TB      |                               |
| 雨のち晴れるかも     | 愛野益巳         | 中根勇次   |                               |
| あっという間         | 愛野益巳         | MR&TB      |                               |
| ハングリー           | 愛弥加           | MR&TB      |                               |
| パタバタピンポン     | 愛弥加           | MR&TB      |                               |
| 貴方のプリンセス     | 愛弥加           | MR&TB      |                               |
| 揺れる花             | 愛弥加           | 中根勇次   |                               |
| 永遠に...            | くう             | MR&TB      |                               |
| START DASH           | 水田のあこ       | yasu       | yasu&Masa                     |
| Purely               | 水田のあこ       | 水田のあこ | yasu&Masa                     |
| Magical Fantasy      | 水田のあこ       | yasu       | yasu&Masa                     |
| 宜しくファンキー     | 愛弥加           | yasu       |                               |
| 大丈夫               | 愛弥加           | yasu       |                               |
| 幸なば諸共           | 愛弥加           | yasu       |                               |
| ドリームフューチャー | 愛弥加           | yasu       |                               |
| FEEL MY PAINS        |                  |            |                               |
| Make it 最高!!       |                  |            |                               |
| グッデイホリデー     |                  |            |                               |

## ミケネコカンパニー研修生

### 概要
ミケネコガールズメンバーが、アイドルデビュー時にミケネコカンパニー研修生として活動。
あやか、もえ、みき、くうがミケネコガールズとなった2020年5月以降はあゆ1名での活動だったが、2021年以降新メンバーが続々と加入。
その後は別グループとしてのデビューや事務所退所などにより、2023年5月に一度0名となる。
2025年1月に新たに3名が加入し、研修生の活動が復活した。

### 略歴

#### 2019年
- 10月8日 南堀江knaveにて行われた「ハッピーちゃんいらっしゃい!番外編」にミケネコカンパニー研修生としてライブデビュー。メンバーはあやか、みき、もえ、くう。

#### 2020年
- 2月18日 新メンバーあゆがライブデビュー。
- 5月18日 あやか、もえ、みき、くうの4名はミケネコガールズとして活動を開始することが発表された。あゆは家庭の事情の為、引き続きミケネコカンパニー研修生として所属。

#### 2021年
- 3月8日 南堀江knaveにて行われた「ハッピーちゃんいらっしゃい!〜ミケコジ春のファンまつり〜」にて、新メンバーのみずきとしおりがライブデビュー。
- 5月16日 京都MUSEにて行われた「KYOTO HAPPY LIVE」にて新メンバーのさちがライブデビュー。
- 6月15日 「ラグなじかん！〜TOYOU雨の夜のミュージック〜」にて、あゆがミケネコカンパニー研修生として現場復帰。
- 9月12日 大阪ルイードにて行われた「ハッピーちゃんいらっしゃい!~さやかバースデースペシャル!~」にて新メンバーのあきらとまうがライブデビュー。
- 9月14日 ミケネコカンパニーとして初の試みとなる、Twitterのスペース機能を使った「ミケ研ラジオ」を開始。初回のパーソナリティは、しおりとあきら。
- 9月25日 堀江Goldeeにて、初の単独公演「ミケネコカンパニー研修生初単独公演」を開催。同時に定期公演の開始も発表。定期公演の名前は、Twitterでの投票にて決まることも発表。「高鳴る鼓動は止められない」を初披露。
- 10月1日 定期公演の名前が「ミケ研は止められない」に決定。初回は10月28日開催。
- 12月31日 ミケ研流行語大賞を決める投票を実施。「いただきまーう」「ポッポちゃん」「しおりプロ」がノミネート。得票率62%を獲得した「しおりプロ」に決定した。「しおりプロ」の発案者はメンバーのまう。

#### 2022年
- 4月3日　あゆ、みずき、しおり、あきら、まうの5名で「にゃんすとっぱぶる！」としてのデビューを発表。
- 5月4日　あゆ、みずき、しおり、あきら、まうの5名はにゃんすとっぱぶる！としてデビュー。
- 5月17日　はな、おと、みお、まる、ありさ、こなつの6名の加入を発表。

#### 2023年
- 5月25日 南堀江knaveで行われた「ミケネコライブ！〜あゆ・ありさ卒業公演〜」をもってありさが卒業、事務所退所。これにより、ミケネコカンパニー研修生は所属なしとなる。

#### 2025年
- 1月30日 ゆあ、あやか、のあの加入を発表[26]。
- 2月15日 ゆあ、あやか、のあがお披露目。
- 4月13日 あやかがミケネコガールズに加入。

### 現在のメンバー
| 名前 | カラー   | デビュー年月日 | 備考 |
| ---- | -------- | -------------- | ---- |
| ゆあ | オレンジ | 2025年2月15日  |      |
| のあ | ピンク   | 2025年2月15日  |      |

### 過去の非正規メンバー
| 名前   | カラー | 生年月日              | 血液型 | 出身 | 愛称 | デビュー年月日 | 備考 |
| ------ | ------ | --------------------- | ------ | ---- | ---- | -------------- | ---- |
| ありさ | 青     | 2003年5月29日（22歳） | O型    |      |      |                |      |

### 楽曲
| 楽曲名             | 作詞         | 作曲         |
| ------------------ | ------------ | ------------ |
| 泣きたい、泣かない | トクダケンジ | トクダケンジ |
| 発掘クツガエス     | トクダケンジ | トクダケンジ |
| 給湯室のバレリーナ | トクダケンジ | トクダケンジ |

## にゃんすとっぱぶる！

### 概要
あゆ、しおり、みずき、あきら、まうがミケネコカンパニー研修生から昇格し、2022年5月4日に「にゃんすとっぱぶる！」としてデビュー。
ミケネコガールズにとって初の妹グループであった。
グループ名は、代表曲『高鳴る鼓動は止められない！』にちなんだもので、Un stoppable（止められない）が由来。
勢いが、個性が、好きの気持ちが止められないフレッシュ&フレンドリーなグループを目指していた。
2023年1月30日、解散。

### 略歴

#### 2022年
- 5月4日 大阪ルイードにて行われた「にゃんすとっぱぶる！お披露目ライブ！」にて「にゃんすとっぱぶる！」としてデビュー。メンバーのみずきが作詞を手掛けた「走り出せ」を初披露。

また、『高鳴る鼓動は止められない！』『走り出せ』が収録された両A面シングルの発売が発表された。
- 9月6日 南堀江kanveにて行われた「ミケネコライブ！ にゃんすとっぱぶる！新体制お披露目ライブ！」にて、新メンバーとしてはな、ゆめがデビュー。
- 11月5日 大阪ルイードにて行われた「にゃんすとっぱぶる！みずき・あきら卒業ライブ！」をもって、みずき、あきらがグループを卒業。

#### 2023年
- 1月30日 大阪ルイードにて行われた「にゃんすとっぱぶる！解散ライブ ～皆様本当にありがとうございました！～」をもって解散。

### 解散時メンバー
| 名前   | カラー                       | 生年月日              | 血液型 | 出身   | 愛称       | デビュー年月日 | 備考                                |
| ------ | ---------------------------- | --------------------- | ------ | ------ | ---------- | -------------- | ----------------------------------- |
| しおり | ピュアピュアレッド           | 2000年12月1日（24歳） | A型    | 愛媛県 | しおりん   | 2022年5月4日   |                                     |
| まう   | 茶葉グリーン                 | 2002年2月15日（23歳） | B型    | 兵庫県 | まうちゃん | 2022年5月4日   | 2023年3月5日 ミケネコガールズに加入 |
| はな   | おぷてぃみすてぃっくぱーぷる | 2001年3月20日（24歳） | O型    |        | はなぴこ   | 2022年9月6日   |                                     |
| ゆめ   | シュガーホワイト             | 2002年1月9日（23歳）  |        |        | ゆめにゃん | 2022年9月6日   |                                     |

### 卒業メンバー
| 名前   | カラー                   | 生年月日               | 血液型 | 愛称                             | 卒業年月日    | 備考                                          |
| ------ | ------------------------ | ---------------------- | ------ | -------------------------------- | ------------- | --------------------------------------------- |
| あゆ   | ふわふわホワイト         | 2002年12月7日（22歳）  | A型    | あゆちゃん、あゆちー、あーちゃん | 2022年7月7日  | 2023年5月25日事務所退所 最年少                |
| みずき | しゅわしゅわソーダブルー | 1999年10月22日（25歳） | B型    | みずきち                         | 2022年11月5日 | 2022年11月5日事務所退所 現在はAsteRythmに所属 |
| あきら | さくらピンク             | 2000年10月11日（24歳） | A型    | あきたん                         | 2022年11月5日 | 2022年11月5日事務所退所                       |

### 楽曲
| 楽曲名                     | 作詞           | 作曲 | 備考                                       |
| -------------------------- | -------------- | ---- | ------------------------------------------ |
| 高鳴る鼓動は止められない！ | 愛野益巳       |      | 研修生時代の5人でのオリジナル曲            |
| 走り出せ                   | みずき         |      | にゃんすとっぱぶる！デビュー曲             |
| 愛しき日々                 | YesHappyさやか |      | あゆ卒業ライブに合わせて作られたバラード曲 |
| にゃんストップ☆快進撃      | あきら         |      | にゃんすとっぱぶる！新曲                   |

### ミケネコガールズ
Twitter
- ミケネコガールズ (@mikeneko_girls) - X（旧Twitter）
  - まう (@mau_mikeneko) - X（旧Twitter）
  - にいな (@nina_mikeneko) - X（旧Twitter）
    - 落合にいな (@nina_sopro) - X（旧Twitter）

  - あやか (@ayaka__mikeneko) - X（旧Twitter）
    - 近田あやか (@ayaka_soon) - X（旧Twitter）

  - もえ (@moe_mikeneko) - X（旧Twitter）
  - れみな (@remina_mikeneko) - X（旧Twitter）
  - るな (@luna_mikeneko) - X（旧Twitter）

Instagram
- まう (@mau_mikeneko) - Instagram
- るな (@luna_mikeneko) - Instagram
- れみな (@remina_mikeneko) - Instagram

YouTube
- ミケネコガールズ - YouTubeチャンネル
  - るな - YouTubeチャンネル

SHOWROOM
- ミケネコガールズ - SHOWROOM
  - もえ - SHOWROOM
  - れみな - SHOWROOM

TikTok
- まう (@mau_mikeneko) - TikTok
- にいな (@nina_mikeneko) - TikTok
- あやか (@ayaka_mikeneko) - TikTok
- れみな (@remina_mikeneko) - TikTok
- るな (@13_tabete_neru) - TikTok

### にゃんすとっぱぶる！
Twitter
- にゃんすとっぱぶる！ (@nyan_stoppable) - X（旧Twitter）
  - しおり (@shiori_nyst) - X（旧Twitter）
  - あきら (@akira_nyst) - X（旧Twitter）

Instagram
- しおり (@shiori__nyst) - Instagram

SHOWROOM
- にゃんすとっぱぶる！ - SHOWROOM

### ミケネコカンパニー研修生
Twitter
- ミケネコ研修生 (@mikeneko_ken) - X（旧Twitter）

### 卒業メンバー
Twitter
- みきてぃ【ぴぐてぃたいむ】 (@miki_mikeneko) - X（旧Twitter）
- あやぴぃ（くぴぽ新メンバー） (@ayapii_qppo) - X（旧Twitter）

Instagram
- みき (@miki_mikeneko) - Instagram

| スタブアイコン | サブスタブ | この項目は、まだ閲覧者の調べものの参照としては役立たない、アイドル（グラビアアイドル・ライブアイドル・ネットアイドル・レースクイーン・コスプレイヤーなどを含む）に関連した書きかけの項目です。この項目を加筆・訂正などしてくださる協力者を求めています（P:アイドル/PJ:芸能人）。 |